# Albisola Superiore
Albisola Superiore is een gemeente in de Italiaanse provincie Savona (regio Ligurië) en telt 10.815 inwoners (31-12-2004). De oppervlakte bedraagt 29,0 km², de bevolkingsdichtheid is 376 inwoners per km².
De volgende frazioni maken deel uit van de gemeente: Ellera, Albisola Capo.

## Demografie
Albisola Superiore telt ongeveer 5252 huishoudens. Het aantal inwoners daalde in de periode 1991-2001 met 8,1% volgens cijfers uit de tienjaarlijkse volkstellingen van ISTAT.
| Jaar | Inwoneraantal |
| ---- | ------------- |
| 1991 | 11.879        |
| 2001 | 10.921        |

## Geografie
De gemeente ligt op ongeveer 10 meter boven zeeniveau.
Albisola Superiore grenst aan de volgende gemeenten: Albissola Marina, Cairo Montenotte, Celle Ligure, Pontinvrea, Savona, Stella.

## Geboren
- Paus Julius II (1443-1513), geboren Giuliano della Rovere

## Externe link

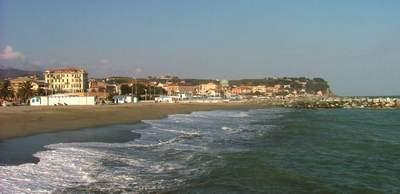
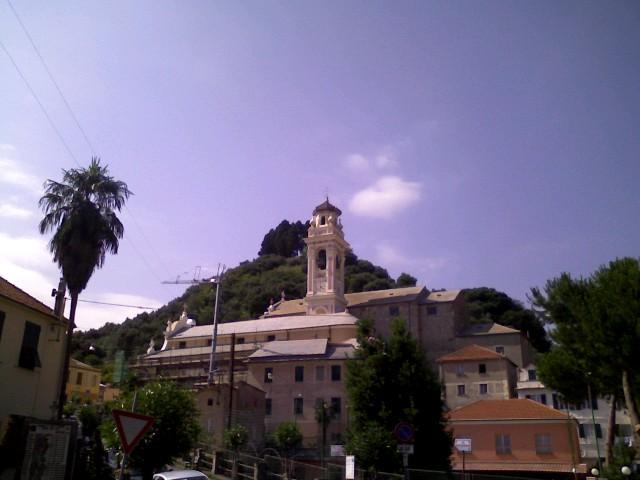
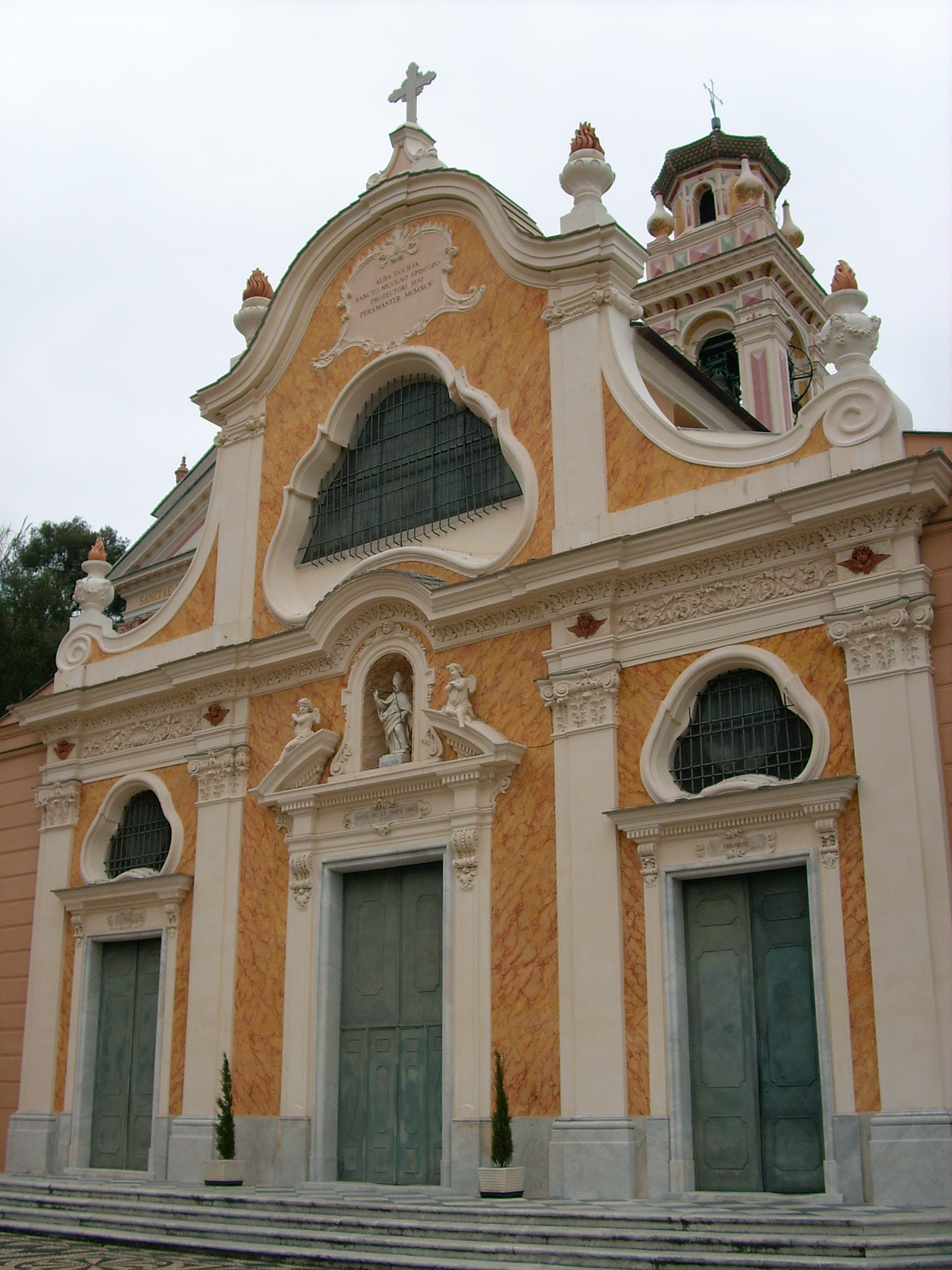
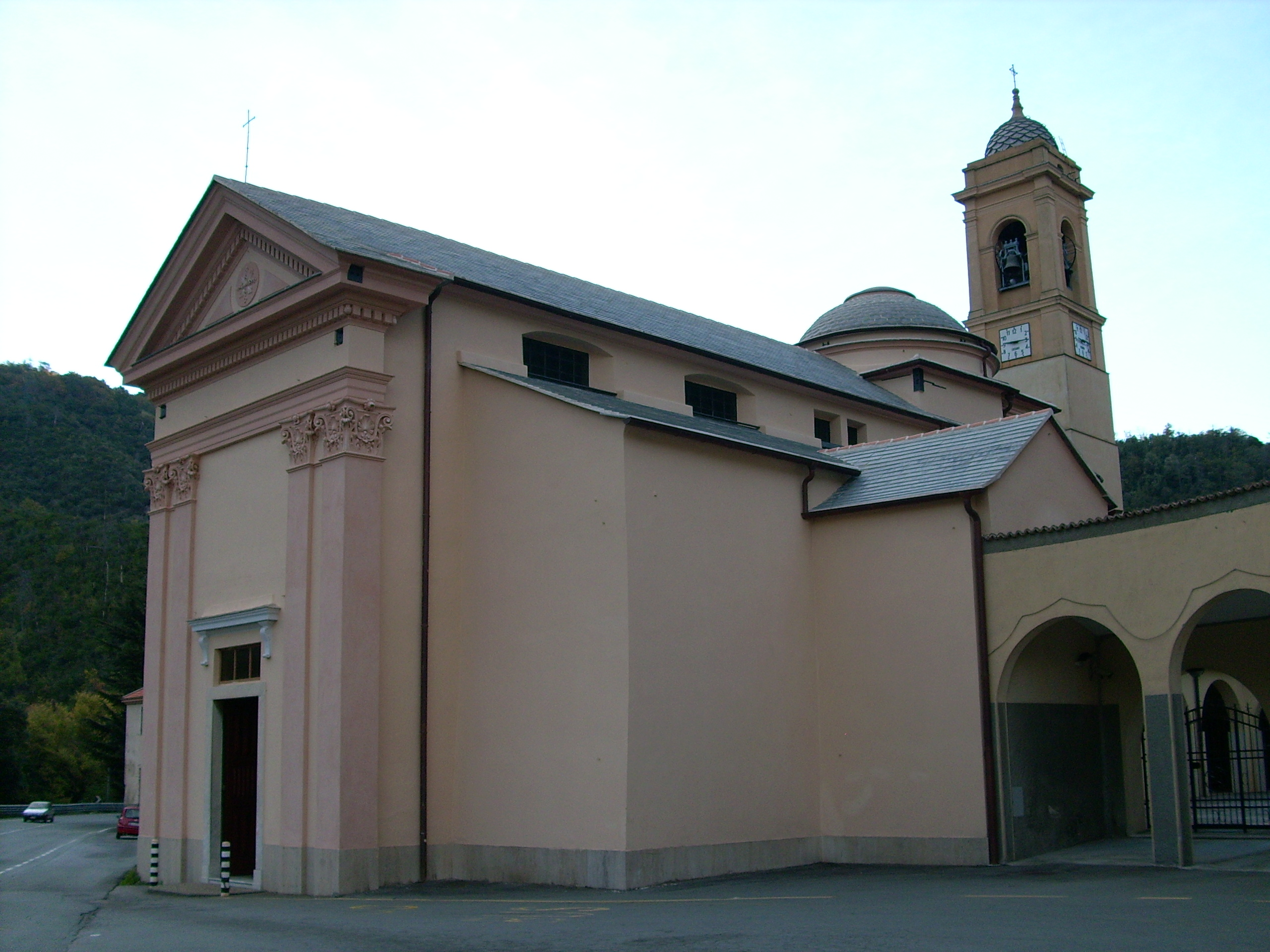
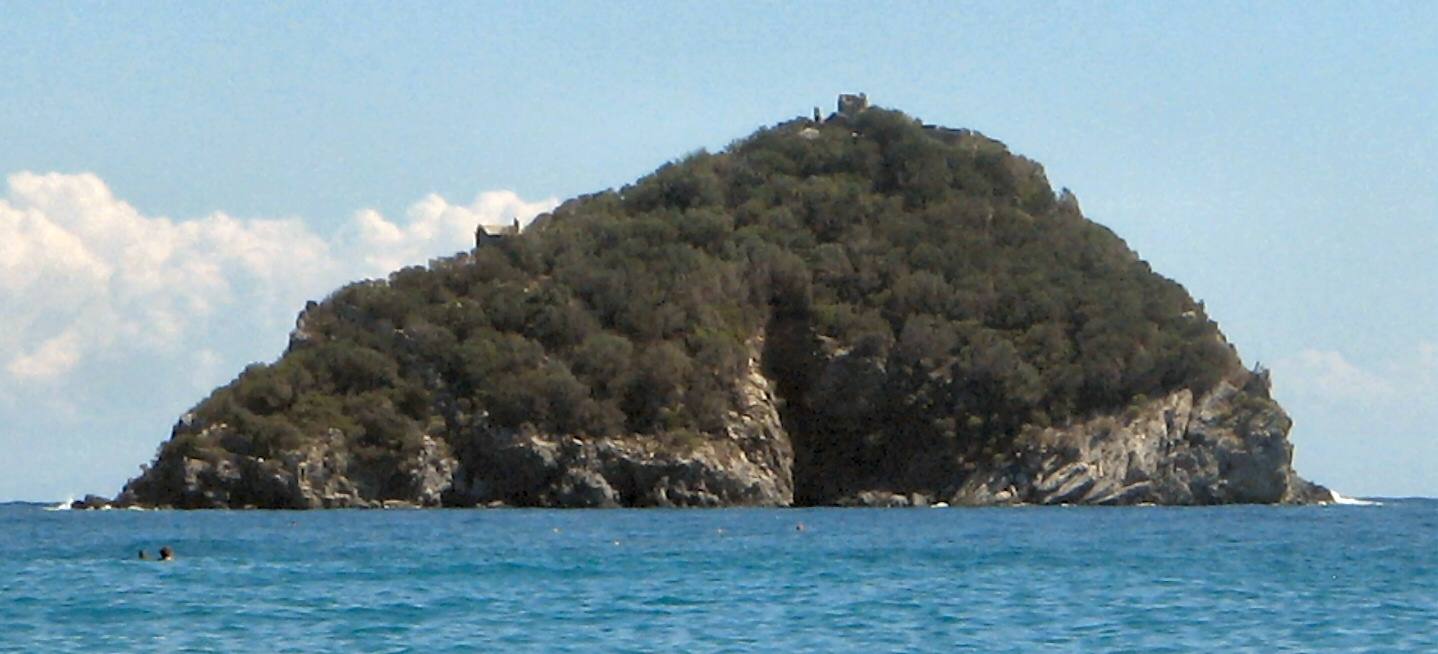